# 바히드 샴사에이
바히드 샴사에이는 이란의 풋살 선수이다.

## 수상

### 선수
국가대표팀
 이란
- AFC 풋살 선수권 대회: 우승 (2000, 2001, 2002, 2003, 2004, 2005, 2007, 2008)
- 실내 무도 아시안 게임: 우승 (2005)
- 풋살 컨페더레이션스컵: 우승 (2009)

클럽
 마한 탄디스 콤
- 이란 풋살 슈퍼리그: 준우승 (2004-05)

 탬 이란 코드로
- 이란 풋살 슈퍼리그: 우승 (2007-08), 준우승 (2005-06)

 풀라드 마한
- AFC 풋살 클럽 챔피언십: 우승 (2010)
- 이란 풋살 슈퍼리그: 우승 (2008-09, 2009-10)

개인
- 아시아 올해의 풋살 선수상(2): 2007, 2008
- AFC 풋살 클럽 챔피언십 최다 득점자(1): 2010
- AFC 풋살 클럽 챔피언십 MVP(1):2010
- AFC 풋살 선수권 대회 최다 득점자(8): 2001, 2002, 2003, 2004, 2005, 2006, 2008, 2012
- AFC 풋살 선수권 대회 MVP(3): 2003, 2007, 2008
- 이란 풋살 슈퍼리그 최다 득점자(4): 2005, 2006, 2009, 2010

### 감독
다비리 타브리즈
- 이란 풋살 슈퍼리그: 우승 (2013-14)